# Euphorbia davidii
Euphorbia davidii es una especie de planta de porte erguido, de hasta unos 65 cm de altura, cuyas hojas son de forma variada ovadas, rómbicas o elípticas de hasta 7 cm de largo por 3,5 cm de ancho y con el borde aserrado o dentado. Es una planta pubescente en general, principalmente en el envés de las hojas. Sus flores están reunidas en inflorescencias denominadas ciatios y el fruto es una cápsula de dehiscencia elástica con tres lóbulos y contiene 3 semillas “tricoca”.
Las semillas son de color castaño o grisáceo, de forma más o menos redondas y de superficie rugosa y en la parte donde han estado adheridas al fruto poseen una cicatriz denominada carúncula de forma reniforme. 
En cuanto a su aspecto general, cabe destacar que la planta es muy fácil de confundir con una especie del mismo género, Euphorbia dentata  Mich. En estado de plántula entre estas dos especies no se observan diferencias notables a simple vista, en la forma de los cotiledones ni en las primeras hojas, pero una de las características que podría ser utilizada para el reconocimiento es la diferencia de longitud y predominancia de pelos largos y cortos entre ambas especies. E. davidii se caracteriza por la presencia de pelos muy cortos con algunos de mayor longitud en todos los órganos vegetativos de la plántula, mientras que en  E. dentata  el predominio es de pelos largos que enmascaran a los pelos cortos. 
Dentro de los aspectos biológicos más relevantes  de  E. davidii, podemos decir que la producción de frutos en plantas creciendo en condiciones de campo varía de 1 a 100 frutos/planta, siendo los mismos de dehiscencia elástica, es decir que se abren  de forma explosiva lanzando sus semillas a distancias considerables, mecanismo que facilita la dispersión de las semillas y su distribución en el espacio.